# Либман, Хелен (пианистка)
Хелен Либман (нем. Hélène Liebmann, урождённая Ризе, нем. Riese, после крещения в 1819 г. Либерт, нем. Liebert; 16 декабря 1795, Берлин — после 1859 г.) — немецкая пианистка и композитор еврейского происхождения. Сестра либреттиста Фридриха Вильгельма Ризе.

## Биография
Училась в Берлине у Франца Серафина Лауски и Йозефа Августина Гюрлиха, затем в Лондоне у Фердинанда Риса. Концертировала с 10-летнего возраста. Её первая соната для фортепиано была опубликована, когда ей было 15 лет; за нею последовал ещё ряд сонат, вариаций и других пьес для фортепиано, две скрипичные и одна виолончельная сонаты, два фортепианных трио и фортепианный квартет, два цикла песен. Композиторская манера Либман ориентирована на Гайдна и Моцарта. После замужества Либман жила в Австрии и Англии, а с 1819 г. в Гамбурге, где вместе с мужем, коммерсантом Йозефом Либманом, перешла в христианство и изменила фамилию на Либерт. В 1859 году семья Либерт оставила Гамбург, чтобы переселиться в Италию, после чего её следы теряются.